# Diaporthe capsici
Diaporthe capsici är en svampart som beskrevs av Punith. 1981. Diaporthe capsici ingår i släktet Diaporthe och familjen Diaporthaceae.   Inga underarter finns listade i Catalogue of Life.